# Pedra Dourada
Pedra Dourada est une municipalité de l'État du Minas Gerais au Brésil.
Sa population était estimée à 2 241 habitants en 2009, elle s'étend sur 70,362 km2.
Elle fait partie de la Microrégion de Muriaé dans la Mésorégion de la Zone de la Mata.